# 施塔德尔霍芬
施塔德尔霍芬是德国巴伐利亚州的一个市镇。总面积41.09平方公里，总人口1234人，其中男性630人，女性604人（2011年12月31日），人口密度30人/平方公里。